# منطقه کومو-ماگاریما
منطقه کومو-ماگاریما یکی از منطقه های استان هلا واقع در کشور پاپوآ گینه نو می باشد. مرکز این منطقه ماگاریما است. چمعیت منطقه مطابق با سرشماری رسمی سال ۲۰۰۰ میلادی ۶۳٬۸۹۵ بوده است. این منطقه خود از ۳ فرمانداری محلی تشکیل می گردد که هر فرمانداری به منظور سهولت در امر آمارگیری خود به چند بخش تقسیم می شود.

## تقسیمات
این منطقه دارای ۳ فرمانداری محلی است که اسامی آن ها به شرح زیر است:
- فرمانداری محبی روستایی هلیا
- فرمانداری محلی روستایی کوممو
- فرمانداری محلی روستایی ماگاریما